# Liolaemidae
Liolaemidae é uma família de répteis escamados pertencentes à subordem Sauria.

## Géneros
- Ctenoblepharys
- Liolaemus
- Phymaturus